# Hamilton Wanderers Association Football Club
Maillots
Actualités
Le Hamilton Wanderers Association Football Club, plus couramment abrégé en Hamilton Wanderers, est un club néo-zélandais de football fondé en 1913 et basé dans la ville de Hamilton.
Il participe actuellement à la NZNL, plus haut niveau du football néo-zélandais, dans la Northern League.

## Histoire
Le club a rejoint le plus haut niveau lors de la saison 2016-17 (alors NZFC), à la suite de la dissolution des clubs voisins de Waikato et WaiBOP United (qui était également basé à Hamilton). La fédération régionale, après avoir pris acte que Hamilton Wanderers remplissait les critères exigés par la fédération, a considéré que la présence de deux équipes locales en NZFC n'était pas viable économiquement. Les dirigeants de WaiBOP United ont accepté la transmission de leur licence à Hamilton Wanderers, entérinant de fait la dissolution de leur club.